# Случай в квадрате 36-80
«Слу́чай в квадра́те 36-80» — советский широкоэкранный остросюжетный военный боевик 1982 года. Вторая режиссёрская работа Михаила Туманишвили.

## Сюжет
1980-е годы, разгар «Холодной войны». В Северном Ледовитом океане курсирует многоцелевая атомная подводная лодка флота США, в районе её досягаемости боевые корабли Военно-морского флота СССР, которые проводят учения. Существует вероятность атаки американцев на советскую эскадру: специальный компьютер фирмы «Хьюз» способен дать команду на старт крылатым ракетам без участия человека. Однако для запуска необходимо снять блокировку с панели управления в каюте командира лодки Тёрнера.
Экипаж воздушного танкера под командованием майора Геннадия Волка выполняет обычную задачу по дозаправке самолётов-разведчиков в районе учений. В вылете самолёта Волка на выполнение задачи участвует командир соединения авиации Северного флота генерал-майор Павлов, намеревающийся отобрать наиболее способных лётчиков для переучивания на новые машины. Заинтересовавшись Волком, он сменяет второго пилота перед вылетом. По неизвестной причине Волк тем не менее отказывается от переобучения и дальнейшего продвижения, пытаясь продвинуть вперёд штурмана своего экипажа Сергея Скибу.
Ту-16 выполняет дозаправку разведчиков и в это время встречается с американским противолодочным самолётом Р-3 «Орион», который прикрывает лодку Тёрнера. Оказывается, что его командир майор Армстронг и Волк — «старые знакомые». Лётчики общаются в эфире.
Тем временем на лодке случается ЧП — специалист по реактору Алан обнаруживает течь в контуре охлаждения реактора. Тёрнер намерен не всплывать в надводное положение и приказывает Алану устранить поломку. Однако неполадку не удаётся исправить, и лодка вынуждена всплыть. Её обнаруживают советские силы, однако американцы уверяют, что всё в порядке.
Алан, получивший сильнейшую дозу облучения, понимает, что помощь можно получить только от советских военных. Поэтому он пробирается в каюту капитана и снимает блокировку с системы управления огнём. Затем он врывается в радиорубку и, вытолкав оттуда связиста, подает сигнал SOS. При попытке Алана сбежать с лодки на плоту Тёрнер убивает Алана.
Советские самолёты-разведчики пеленгуют SOS с лодки и фиксируют повышенный уровень радиации. После совещания командующий Северным флотом адмирал Спирин принимает решение отправить к лодке самолёт Ту-16 с катером «Фрегат» и группой ремонтников. Их должен доставить к цели самолёт капитана Гремячкина — второго пилота Волка. Однако на полпути к цели самолёт Гремячкина попадает в сильный встречный воздушный поток. Ему не хватит топлива, чтобы выполнить задачу. Дозаправить его может только самолёт Волка, но тогда у него самого почти не останется топлива. В конце концов Спирин приказывает Волку «встать в круг» и ждать самолёт Гремячкина.
Тем временем командующий американской эскадрой адмирал Ринк получает сведения, что советские силы отправили к лодке Тёрнера спасатель. Американцы не могут допустить, чтобы советские военные попали на лодку, но у них нет законных оснований воспрепятствовать этому. Самолёт из США не может вылететь из-за непогоды, а из Гренландии до Тёрнера 8 часов лёта. Поэтому Ринк принимает решение — сорвать дозаправку спасателя.
Когда Волк и Гремячкин приступают к стыковке, рядом появляется самолёт Армстронга. «Орион» занимает положение перед советскими самолётами и пытается препятствовать их стыковке, направляя на них турбулентные струи от двигателей. Армстронг уверен в безнаказанности — в нейтральном воздушном пространстве советские самолёты не откроют по нему огонь. Однако Волк отдаёт приказ приготовиться к предупредительной стрельбе, а экипажам удаётся осуществить стыковку и провести перекачку топлива. Самолёт Гремячкина благополучно продолжает выполнять задание и направляется в район нахождения аварийной американской подводной лодки, а Волк, увеличив тягу двигателей, едва не сваливает в штопор самого Армстронга.
Самолет Гремячкина достигает цели и сбрасывает катер с ремонтниками. Однако Тёрнер отказывается пускать их на лодку и приказывает матросу дать предупредительную очередь.
Тем временем американские моряки пытаются устранить неисправность, но в реакторном отсеке начинается пожар. Падает напряжение в цепях компьютера, и офицер по вооружению приказывает выключить его. Это приводит к замыканию, и компьютер выдаёт системам вооружения команду на ракетный залп по советским кораблям. Целеуказание на них было введено в ходе учений. Команда запрещения пуска не проходит, так как Алан ввёл разрешение на пуск с капитанской панели. Тёрнер не успевает включить блокировку заново и лодка выпускает две ракеты по советской эскадре. Начинается автоматическая перезарядка аппаратов для повторного залпа…
Советские корабли обнаруживают приближающиеся крылатые ракеты. Действиями ЗРК флагманского авианесущего крейсера «Киев» ракеты удаётся уничтожить. С борта «Киева» поднимают самолёты Як-38 с целью потопить американскую атомную подводную лодку, выпустившую ракеты. Но со Спириным связывается адмирал Ринк и убеждает его отложить атаку на 10 минут, объясняя, что пуск ракет — следствие неисправности, американцы сами затопят лодку после того, как её покинет экипаж. Спирин соглашается со словами: «Если через 10 минут лодку не утопят они — её утопим мы».
Экипаж эвакуируется с аварийной лодки, которая затапливается и уходит на дно. 
Ракетному крейсеру «Киров» (065-й) приказано взять на борт советских специалистов.
Тем временем у самолёта майора Волка заканчивается горючее, в режиме планирования он тянет к ближайшему берегу. Однако, Скиба находит решение — сесть на старый немецкий аэродром подскока времён Второй Мировой войны. Экипажу удаётся это сделать. Самолёт получает небольшие повреждения, а экипаж отделывается незначительными травмами.
Через некоторое время весь экипаж собирается в квартире генерала Павлова. В ходе вечера жена Павлова рассказывает жене Волка, почему тот отказывается переучиваться на новую технику: 8 лет назад ракетоносец Волка упал на взлёте и загорелся. Скиба вытащил Волка из горящего самолёта, но получил сильные травмы, едва не оставшись без ноги. После длительного лечения и стараний со стороны Волка Скибе разрешили летать, но только на самолётах с газотурбинными двигателями вспомогательного назначения (заправщиках). Однако Скиба сам в этот вечер подаёт генералу Павлову рапорт об уходе в запас, освобождая Волка от «обязательств». В эпилоге Волк совершает взлёт в качестве командира нового противолодочного самолёта Ту-142.

## В ролях
- Борис Щербаков — майор Геннадий Волк
- Михай Волонтир — капитан Сергей Николаевич Скиба
- Анатолий Кузнецов — генерал-майор авиации Георгий Павлов
- Владимир Седов — адмирал Спирин
- Омар Волмер[эст.] — адмирал Ринк
- Паул Буткевич — Тернер
- Витаутас Томкус — майор Армстронг, командир экипажа американского самолёта
- Ивар Калныньш — Алан (в титрах — Ивар Калнинь)
- Ромуалдс Анцанс — Сафорд
- Сергей Балабанов — сержант Клюев
- Гунарс Далманис — лейтенант, американский лётчик
- Валерий Малышев — прапорщик Леонид Гудков
- Евгения Уралова — Надежда Павлова
- Александр Пашутин — капитан Леонид Гремячкин
- Татьяна Ронами — Маша, жена Волка
- Боб Цымба — штурман экипажа Армстронга
- Борис Токарев — второй штурман лейтенант Владимир Павлов
- Игорь Комаров — генерал-лейтенант морской авиации

## Съёмочная группа
- Автор сценария: Евгений Месяцев
- Режиссёр-постановщик: Михаил Туманишвили
- Оператор-постановщик: Борис Бондаренко
- Художники-постановщики: Геннадий Новожилов и Георгий Кошелев
- Композитор: Виктор Бабушкин
- Звукооператоры: Виталий Шмелькин, Александр Хасин
- Комбинированные съёмки:

- оператор Владимир Васильев
- художник Борис Вольский

## Производство
За время съёмок группа работала в объединениях Черноморского, Северного и Балтийского ВМФ СССР, а также подразделениях военно-морской авиации. Съёмки проходили на аэродромах — «Веретье» и «Кача».
В съёмках аварийной посадки использовался подготовленный к списанию самолёт Ту-16, который был перегнан из 124-го морского ракетоносного авиационного полка с авиабазы «Гвардейское». Было отснято несколько дублей вынужденной посадки, во время которых лётчик Ю. Карцев из этого полка выполнил реальные пробеги по грунту.
В съёмках фильма принимала участие атомная подводная лодка К-438 проекта 671.

## Критика
Обозреватель газеты «Советская культура» отмечает напряжённость повествования, куда органично вплетены судьбы персонажей, почти документально достоверные.
Стремление к подлинности, строгое чувство правды — вот что, видно по всему, было творческим компасом создателей ленты. И немного досадно, что как-то скороговоркой мелькнул очень важный момент, когда залпом ракет наши моряки уничтожают две ядерные сигары, которые нацелил на советские корабли обезумевший компьютер с американской подлодки. Впрочем, тут был, пожалуй, единственный момент, когда не до конца «сработала» драматургия боевых эпизодов.М. Горин, «Советская культура» 6 января 1983
Кажется, место действия фильма ограничено условным «квадратом 36-80». Но за всем этим встаёт политически напряжённая и остродраматическая картина действительности с её противоречиями и конфликтами, встают два мира. Их мир, уходящий, с его бесчеловечной жестокостью, эгоизмом и корыстными расчётами, и наш мир, устремлённый к будущему, мир высоких гуманистических идеалов, веры в счастливую судьбу человечества.Юрий Черепанов, «Советский экран» № 4 1983